# 缘管网蛛
缘管网蛛（学名：Filistata marginata），又名縮網蛛、管网蛛，为管网蛛科管网蛛属的动物。在中国大陆，分布于北京等地。